# Не будь злим
«Не будь злим» (італ. Non essere cattivo) — італійський кримінальний фільм, знятий Клаудіо Калігарі. Світова прем'єра стрічки відбулась 7 вересня 2015 року поза конкурсом Венеційського кінофестивалю. Фільм був висунутий Італією на премію «Оскар-2016» у номінації «найкращий фільм іноземною мовою».

## У ролях
- Лука Марінеллі — Чезаре
- Алессандро Боргі — Вітторіо
- Роберта Маттеї — Лінда
- Сільвія Д'Аміко — Вівіана
- Алессандро Бернардіні — Брутто
- Валентіно Кампітеллі — Грассо

## Визнання
| Нагороди та номінації фільму «Не будь злим» | Нагороди та номінації фільму «Не будь злим» | Нагороди та номінації фільму «Не будь злим» | Нагороди та номінації фільму «Не будь злим» | Нагороди та номінації фільму «Не будь злим» | Нагороди та номінації фільму «Не будь злим» |
| Рік                                         | Нагорода                                    | Категорія                                   | Номінант                                    | Результат                                   |                                             |
| ------------------------------------------- | ------------------------------------------- | ------------------------------------------- | ------------------------------------------- | ------------------------------------------- | ------------------------------------------- |
| 2015                                        | Венеційський кінофестиваль                  | Нагорода FEDIC                              | «Не будь злим»                              | Перемога                                    |                                             |
| 2015                                        | Венеційський кінофестиваль                  | Премія Пазінетті за найкращий фільм         | «Не будь злим»                              | Перемога                                    |                                             |
| 2015                                        | Венеційський кінофестиваль                  | Премія Пазінетті за найкращу чоловічу роль  | Лука Марінеллі                              | Перемога                                    |                                             |
| 2015                                        | Венеційський кінофестиваль                  | Нагорода AssoMusica за найкращу пісню       | «A cuor leggero»                            | Перемога                                    |                                             |
| 2015                                        | Венеційський кінофестиваль                  | Нагорода Gillo Pontecorvo-Arcobaleno Latino | «Не будь злим»                              | Перемога                                    |                                             |
| 2015                                        | Венеційський кінофестиваль                  | Найкращий дебют італійського актора         | Алессандро Боргі                            | Перемога                                    |                                             |
| 2015                                        | Венеційський кінофестиваль                  | Найкращий італійський фільм                 | «Не будь злим»                              | Перемога                                    |                                             |
| 2015                                        | Венеційський кінофестиваль                  | Нагорода Schermi di Qualità                 | «Не будь злим»                              | Перемога                                    |                                             |